# Christian Schwarzer
Christian Schwarzer (født 23. oktober 1969 i Braunschweig) er en tysk tidligere håndboldspiller, der senest spillede Rhein-Neckar Löwen. 

## Klubhold
- VfL Fredenbeck (1987-1991)
- TV Niederwürzbach (1991-1999)
- FC Barcelona Handbol (1999-2001)
- TBV Lemgo (2001-2007)
- Rhein-Neckar Löwen (2007-2009)

## Landshold
Schwarzer debuterede på det vesttyske landshold i 1989 og fortsatte over på det fællestyske efter genforeningen. Han har i sin karriere spillet 310 landskampe og scoret 949 mål. Han var blandt andet med til at vinde EM-guld i 2004 og VM-guld i 2007 på hjemmebane i Tyskland.
Han deltog i fire olympiske lege for Tyskland. Ved OL 1996 i Atlanta var han med til at blive nummer syv og i 2000 i Sydney nummer fem. Det bedste resultat, han var med til at opnå ved OL, kom i 2004 i Athen. Her blev Tyskland nummer tre i sin indledende pulje, hvorpå holdet i kvartfinalen besejrede Spanien med 32-30 og i semifinalen Rusland med 21-15. Finalen blev et møde med Kroatien, som vandt 26-24, og dermed fik tyskerne sølv. Schwarzers sidste OL var 2008 i Beijing, hvor tyskerne ikke gik videre fra indledende runde og blev nummer ni.